# رایهال
رایهال (به انگلیسی: Ryhall) یک روستا و محله مدنی در بریتانیا است که در راتلند واقع شده‌است. رایهال ۱٬۶۱۴ نفر جمعیت دارد.